# 2008 TC3

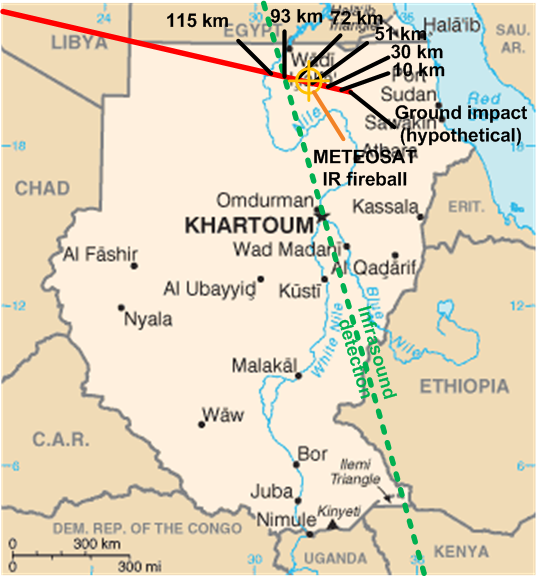
Trasa przelotu planetoidy (czerwona linia), linia kończy się w miejscu gdzie odłamki obiektu mogły spaść na ziemię. Zielona linia pokazuje kierunek, z którego wychwycono infradźwiękowy odgłos wybuchu, przybliżone miejsce wybuchu bolidu zaznaczone jest na pomarańczowo. Oznaczenia kilometrów pokazują przybliżoną wysokość nad powierzchnią ziemi.

2008 TC3 – niewielka planetoida (lub meteoroid), odkryta 6 października 2008 w ramach programu Catalina Sky Survey, która spaliła się w atmosferze Ziemi 7 października 2008.
Był to pierwszy tego typu obiekt, który został odkryty jeszcze przed zderzeniem z Ziemią. W ciągu 19 godzin między jego odkryciem a uderzeniem w atmosferę Ziemi dokonano ponad 550 obserwacji i pomiarów planetoidy, a samo odkrycie było szeroko komentowane w fachowych i popularnych mediach.

## Odkrycie
Należąca do grupy Apolla planetoida została odkryta przez Richarda Kowalskiego w ramach programu Catalina Sky Survey z obserwatorium na Mount Lemmon w poniedziałek 6 października 2008 roku o godzinie 6.28 UT. W momencie odkrycia otrzymała ona oznaczenie 8TA9D69. Odkrycie zostało potwierdzone przez trzy inne obserwatoria – Sabino Canyon w Arizonie oraz Siding Spring i Moorook w Australii. O godzinie 14.59 UT w komunikacie Minor Planet Electronic Circular MPEC 2008-T50 : 2008 TC3 oficjalnie ogłoszono, że planetoida znajduje się na kursie kolizyjnym z Ziemią. Obliczenia zostały potwierdzone w komunikacie University of Arizona przez Billa Graya, który w wiadomości do innych poszukiwaczy meteoroidów napisał „wygląda na to, że [obserwatorium na] Mt. Lemmon odkryło pierwszy obiekt . . . który prawie na pewno uderzy w Ziemię” („It looks as if Mt. Lemmon has found the first object . . . with a near certainty of hitting the earth”).
W ciągu następnych 19 godzin dokonano 570 obserwacji i pomiarów planetoidy z 26 różnych obserwatoriów na całym świecie i ogłoszono 24 komunikaty Minor Planet Electronic Circulars. Dzięki tak wielu pomiarom, uczonym pracującym w należącym do NASA Jet Propulsion Laboratory udało się z bardzo dużą dokładnością przewidzieć czas i miejsce kolizji tego obiektu z atmosferą ziemską.
Komunikat NASA przewidział, że planetoida wejdzie w atmosferę Ziemi o godzinie 2.45,28 ± 15 s UT, będzie poruszała się w kierunku wschodnim pod kątem 19° do poziomu, z prędkością 12,8 km/s. Jeżeli jakiekolwiek jej kawałki nie spłoną, to spadną na ziemię o godzinie 2.46,20 ± 40 s UT.
Średnica planetoidy była szacowana na 2 metry, jej rozmiar porównano obrazowo do „wielkości samochodu”. Dane obserwacyjne pozwoliły także określić czeskiemu astronomowi Petrowi Pravecowi, że meteoroid bardzo szybko wirował. Według jego obliczeń ruch obrotowy obiektu miał dwa różne okresy – 49 i 98 sekund, jeden z nich związany był zapewne z rotacją dookoła własnej osi, a drugi z precesją.
Astronomowie analizowali także widmo spektroskopowe obiektu, ale obserwacje nie pozwoliły określić typu planetoidy. Najprawdopodobniej była to planetoida skalna, klasy C lub klasy M.

## Kolizja
Pomimo że udało się przewidzieć to wydarzenie, było za mało czasu, aby zorganizować ekspedycję naukową w celu jego zarejestrowania. Tego typu wyprawy organizowane są czasami w oczekiwaniu na znane deszcze meteorytów.
Na pół godziny przed przewidywaną kolizją planetoidy z atmosferą Ziemi holenderski meteorolog Jacob Kuiper poinformował urzędnika linii lotniczych Air France-KLM o przewidywanym wydarzeniu i poprosił, aby załogi przebywających w pobliżu samolotów wypatrywały jasnego błysku – załoga samolotu KLM znajdującego się około 800 mil na południowy wschód od miejsca, w którym oczekiwano, że uderzy planetoida, zauważyła jasny i krótki błysk.
Uderzenie planetoidy w atmosferę zostało zarejestrowane przez satelitę Meteosat-8 oraz infradźwiękową stację nasłuchową International Monitoring System w Kenii działającą w ramach programu Comprehensive Nuclear-Test-Ban Treaty Organization (CTBTO). W czasie eksplozji bolidu wyzwolona została energia rzędu 1,1 do 2,1 kiloton TNT.
W kilka dni po tym wydarzeniu rząd amerykański wydał oświadczenie, że impakt asteroidy był uchwycony przez bliżej nienazwane satelity amerykańskie, według oświadczenia zarejestrowały one wejście meteoroidu w atmosferę Ziemi na wysokości 65,4 km (20,9° N, 31,4° E) i eksplozję bolidu na wysokości 37 km (20,8° N, 32,2° E).

## Odnalezienie fragmentów bolidu
W lutym 2009 ogłoszono, że fragmenty bolidu, które spadły na Ziemię, zostały odnalezione przez studentów Uniwersytetu Chartumskiego, którzy prowadzili swoje poszukiwania, opierając się na danych opracowanych przez NASA. W poniedziałek 16 lutego 2009 Lindley Johnson z NASA oficjalnie ogłosił znalezisko w czasie spotkania grupy Office for Outer Space Affairs należącej do ONZ.
W czasie pierwszej ekspedycji znaleziono 15 fragmentów bolidu o łącznej masie 563 g. W czasie drugiej ekspedycji w dniach 25-30 grudnia znaleziono następnych 37 fragmentów, łączna masa znalezionych odłamków wynosi 3,95 kg. Fragmenty meteorytu znaleziono na obszarze ok. 28 x 5 km. Znalezione fragmenty są ciemne, pokryte cienką skorupą i okrągławe w kształcie, o rozmiarach od 1 do 10 cm. Odnalezione fragmenty zostały nazwane meteorytem Almahata Sitta (arab. „Stacja szósta”), od pobliskiej stacji kolejowej.
Analiza odnalezionych fragmentów wskazuje, że 2008 TC3 należał do rzadkiego typu meteorytów jakim są ureility.
Naukowcy mają nadzieję, że analiza fragmentów pozwoli na lepsze zrozumienie, w jaki sposób uformował się nasz Układ Słoneczny i jakie panowały w nim warunki ponad 4 miliardy lat temu.